# トロテック

## Trotecは、レーザー加工機のグローバルメーカー
Trotec（トロテック）は、Trodat（トロダット）グループの研究機関の1つとして、1997年、オーストリア北部のWels（ヴェルス）に設立しました。以来、トロテックはトロダット・グループの一員として、レーザー加工機の最先端テクノロジーを研究し、彫刻・カット・マーキングの加工技術に優れたレーザー加工機を製造開発しています。そして現在、レーザー加工機の技術分野で世界を常に牽引しているトロテックは、レーザー加工用材料の開発、製造およびマーケティングにも取り組んでいます。
2015年、トロテックは取引高で初めて1億ユーロを上回り、輸出割当量は97%に達しています。世界的なレーザー加工機メーカーに成長したトロテックは、高度な技術力を維持し、お客様第一主義を哲学としてさらに発展し続けています。現場スタッフは常にハイレベルな資格を保有できるように、社内アカデミーでは継続的なトレーニングを実施しています。また、絶えず新しいスタンダードを築いているトロテックは、現在、世界17ヵ国に現地法人を開設し、450人以上の社員が90ヵ国以上のお客様に機器やサービスの提供を行っています。

## 歴史
トロテックは親会社であるTrodat Holdingの子会社として1997年に設立された。ゴムスタンプ用テキストプレートの彫刻のためのレーザーシステムの設計を行っていたTrodat GmbHの研究部門から発展している。
トロテックは新しい市場の開拓を重視した成長戦略とレーザー装置の製品レンジの拡大により、16年以上に渡って従業員数を250名以上にまで増やすことに成功している。自己報告の販売台数実績によれば、同社は2013年12月時点で、世界最大のレーザー装置の製造業者である。

## 社名の由来
社名の｢トロテック｣Trotecは親会社グループ名である「トロダット」Trodat GmbHに由来しており、また“Tro”と“Tec”の2つの音節から構成されている。“Tro“は20世紀初頭のスタンプ製造に用いられたプラスチック材である“Trolitful“を由来とし、“Tec”は技術製品の開発を象徴している。

## 事業分野
Trotec Laser GmbHはレーザー装置の応用分野に従い、大きく3つの事業分野にまとめられている。彫刻（レーザー彫刻）カット（レーザーカッティング）およびマーキング（レーザーマーキング）がそれにあたり、それぞれ以下に記載されている特定の産業に焦点を合わせた展開が行われている。

### 彫刻（レーザー彫刻）
- トロフィー彫刻
- 看板彫刻
- スタンプ彫刻
- 販促用品彫刻

### カット（レーザーカッティング）
- 建築模型
- デジタル印刷
- 梱包材料デザイン
- 看板およびネオンサイン製造者向け広告製品

### マーキング（レーザーマーキング）
- バーコード
- シリアル番号
- 医療技術におけるマーキング

## トロテックの日本法人
トロテック・レーザー・ジャパン株式会社は、1991年に「トロダット・ジャパン」として設立。2006年、現在の「トロテック・レーザー・ジャパン株式会社」社名変更に伴い、トロテック日本法人としてレーザー加工機の販売及び保守・修理を行う。東京本社の他に、大阪に関西営業所が置かれている。